# Cobra Crack
Cobra Crack est une voie d'escalade traditionnelle, située à proximité de la ville de Squamish (Colombie-Britannique), au Canada. Cobra Crack est considérée en 2016 comme l'une des voies en fissure les plus difficile au monde, sa cotation est fixée autour de 5.14 (5.14a/c soit 8b+/c+). C'est une mince fissure verticale et déversante, de la largeur d'un doigt (finger crack), célèbre pour son mouvement sur inversée monodoigt.
Cette voie a été libérée pour la première fois en 2006 par le grimpeur canadien Sonnie Trotter (en), connu également pour son soutien à l'éthique de l'escalade propre. Il travailla les mouvements en une quarantaine de séances sur quelques années, souvent en solo auto-assuré, jusqu'à parvenir à les enchainer en libre. La protection est assurée par des nuts et des coinceurs mécaniques de petite taille.
La voie est répétée en 2008 par le grimpeur belge Nicolas Favresse après 8 jours et 15 essais, qui l'évalue 5.14b. Il déclare alors que c'est la voie traditionnelle la plus difficile qu'il a escaladé. 
La voie est ultérieurement répétée par Ethan Pringle, Matt Segal, Will Stanhope et Yuji Hirayama. En 2011, la voie est répétée par Alex Honnold qui l'évalue 5.14a (8b+).
La voie est répétée en 2013 par Pete Whittaker, puis en 2017 par Mason Earle.